# Скороход Анна Костянтинівна
Анна Костянтинівна Скороход (нар. 14 січня 1990, м. Вишгород, Київська область) — українська політична діячка. Народний  депутат України 9-го скликання від 93-го виборчого округу від партії «Слуга народу», Член депутатської групи "Партія "За майбутнє".

## Біографія
Закінчила Київський національний університет культури і мистецтв (спеціальність «Тележурналіст, диктор і ведучий телепрограм»), Національну академію внутрішніх справ України (спеціальність «Правознавство»).
Працювала юристом в міській раді та різних комерційних компаніях, обіймала посаду заступника директора з організаційно-правових питань на будівельному комбінаті.

## Сім'я
Чоловік, Олексій Алякін, громадянин РФ, 14 листопада 2019 року затриманий Генеральною прокуратурою. Скороход припустила, що арешт був пов'язаний із її позицією щодо законопроєкту про ринок землі.
Раніше Алякіна вже арештовували, з 9 серпня 2018 року він провів три місяці під вартою в очікуванні екстрадиції до Росії, але Новозаводський суд Чернігова змінив запобіжний захід на домашній арешт, котрий скасували 3 січня 2019 року через отримання Олексієм паспорта громадянина України. Надання громадянства двічі скасовувалось міграційною службою через подання Алякіним фальшивих документів і неправдивих відомостей. Після того, як розшук Алякіна відновили, його заарештували повторно.
У 2021 році проживала з Антоном Поляковим.

## Політична діяльність
Обрана Народним  депутатом від партії «Слуга народу» на виборах 2019 року (виборчий округ № 93, що включав міста Переяслав, Ржищів, Богуславський, Кагарлицький, Миронівський, Рокитнянський райони Київської області). На час виборів — заступник директора з організаційно-правових питань ТОВ "Будівельний комбінат «Прогрес», безпартійна, проживала в Борисполі на Київщині.
Член Комітету ВРУ з питань енергетики та житлово-комунальних послуг.
Протягом 12-16 липня 2019 року, будучи кандидатом, організувала агітаційні концерти «Ліги Сміху» та Василя Жадана в містах Переяслав-Хмельницький, Миронівка, Богуслав, Кагарлик та смт Рокитне Київської області.
За словами Давида Арахамії, Скороход не підтримувала жодного рішення партії та пропонувала хабарі народним депутатам. Зі свого боку Скороход заявила про тиск на її родину через її позицію та повідомила про виплати заробітної плати народним депутатам від «Слуги народу» «в конвертах».
Під час засідання ради 14 листопада 2019 року Анна Скороход звинуватила свою фракцію в тому, що через її голосування щодо анбандлінгу «Нафтогазу» та земельної реформи затримали її чоловіка Олексія Алякіна. Також вона заявила, що голова фракції СН Давид Арахамія та Офіс президента висували їй вимоги не озвучувати свою позицію щодо ряду законопроєктів у ЗМІ. Арахамія відкинув це та інші звинувачення Скороход.
15 листопада 2019 року виключена з фракції Слуга народу.
28 лютого 2020 року знову публічно заявила про «оплати в конвертах» народним депутатам фракції «Слуга народу». За її словами, простий депутат отримує 5 000 доларів США, за керівні посади у фракції депутати мають по 15 000 доларів.
3 липня 2020 Анна Скороход увійшла до депутатської групи «За майбутнє».
З 21 вересня 2023 — Голова Тимчасової слідчої комісії Верховної Ради України з питань розслідування можливих фактів порушення законодавства України у Міністерстві оборони України, Збройних Силах України, інших утворених відповідно до законів України військових формуваннях, правоохоронних органах спеціального призначення, посади в яких комплектуються військовослужбовцями.

## Політичні погляди
| «Боротьба з комунізмом, Радянським Союзом – це все маразм. І такі випадки, які ми спостерігаємо у Львові. Це хвороба суспільства, це запалення мозку частини суспільства, які ми маємо завдяки політиці, яку у нас проводили всі ці роки. Ми повинні шанувати історію. У мене прадід дійшов до Берліна, для нього георгіївська стрічка – символ перемоги. Чому якась недалека людина повинна мені вказувати, що це символ зла? На якій підставі?»[22] |

## Статки
За декларацією, поданою 2021 року, є власницею 162 біткойнів. Пізніше виявилося,  що Скороход подала недостовірні відомості у декларації щодо кількості криптовалюти, якою володіла на той час.